# Embalse de Granges del Gat
El embalse de Granges del Gat es una pequeña infraestructura hidroeléctrica española situada en el término municipal de Aitona, en la comarca del Segriá, provincia de Lérida, Cataluña. 
Está formado por una pequeña balsa y una zona intermedia con un extenso carrizal. Recoge las aguas procedentes de diferentes canales situados en pequeñas cuencas laterales del río Clamor y las vierte al río Clamor, afluente del Segre por su margen derecha.
El embalse principal tiene una forma aproximadamente rectangular y presenta un cinturón helofítico bien desarrollado, con carrizo y enea, que forma diferentes islas y llega a cubrir una buena parte de la superficie del agua en el sector oriental del cuerpo de agua. En las márgenes hay algunos árboles dispersos, tamariscos y chopos básicamente, que no llegan a constituir un bosque de ribera diferenciado.